# Gerhard Hörting
Gerhard Klaus Hörting (* 29. Juni 1972 in Graz) ist ein römisch-katholischer Geistlicher und war von 2007 bis 2008 Rektor ad interim des Päpstlichen Instituts Collegio Teutonico di Santa Maria dell’Anima.

## Leben
Gerhard Hörting wuchs in Pöllau in der Steiermark auf. Er studierte Theologie und Philosophie am Priesterseminar des Bistums Graz-Seckau. Am 24. Juni 2001 empfing er durch Bischof Egon Kapellari in Graz die Priesterweihe. Seit 2001 war er Kaplan in den Gemeinden Gleisdorf, Markt Hartmannsdorf und Sinabelkirchen im Bistum Graz-Seckau. Er studierte anschließend Kanonisches Recht in Rom und war Kaplan an der deutschsprachigen Gemeinde Santa Maria dell’Anima. Er unterrichtet zudem das Fach Katholische Religion an der Deutschen Schule Rom.
Im August 2007 wurde Gerhard Hörting auf Vorschlag der Österreichischen Bischofskonferenz und mit Zustimmung der Deutschen Bischofskonferenz von der Kongregation für das Katholische Bildungswesen zum interimistischen Rektor am Päpstlichen Institut Santa Maria dell’Anima in Rom bis zum Ablauf der Funktionsperiode des verstorbenen Rektors Johann Hörist, das war bis spätestens 30. Juni 2010, bestellt. Hörting leitete das Institut vom 13. April 2007 bis 24. Jänner 2008. Er ist Kollegiat in S. Maria dell’Anima und auch Diözesanrichter am Bischöflichen Diözesangericht.
Am 11. September 2009 wurde Gerhard Hörting das päpstliche Dekret zur Ernennung zum „Monsignore“, Kaplan seiner Heiligkeit, von Egon Kapellari, Diözesanbischof der Diözese Graz-Seckau, übergeben.
Von 19. März 2010 bis zum 31. August 2010 war Gerhard Hörting Provisor in der Pfarre Fehring, von September 2010 bis August 2012 Pfarrer der Pfarre Graz Puntigam – St. Leopold und Graz – St. Johannes. Von September 2012 bis August 2019 war er Pfarrer des Pfarrverbandes der Gemeinden Gleisdorf, Markt Hartmannsdorf und Sinabelkirchen im Bistum Graz-Seckau. Seit dem 1. Februar 2013 ist er Offizial des Bischöflichen Diözesangerichts in Graz, seit 1. September 2015 Stellvertreter des Generalvikars und seit 1. Jänner 2020 auch Diözesanvisitator.

## Ehrungen und Auszeichnungen
- 2008 Silbernen Ehrenzeichen für Verdienste um die Republik Österreich.[4]